# USS Fiske (DE-143)
USS Fiske (DE-143) là một tàu hộ tống khu trục lớp Edsall từng phục vụ cùng Hải quân Hoa Kỳ trong Chiến tranh Thế giới thứ hai. Nó là chiếc tàu chiến đầu tiên của Hải quân Hoa Kỳ được đặt cái tên này, theo tên Chuẩn đô đốc Bradley A. Fiske (1854–1942), nhà phát minh hải quân vốn đã sáng chế máy đo tầm xa cho hải pháo và ngư lôi ném từ máy bay. Nó đã phục vụ chủ yếu trong vai trò hộ tống vận tải và tìm-diệt tàu ngầm đối phương cho đến ngày 2 tháng 8, 1944, khi nó trúng ngư lôi phóng từ tàu ngầm U-boat U-804, và bị đắm giữa Đại Tây Dương. Fiske được tặng thưởng một Ngôi sao Chiến trận do thành tích phục vụ trong Thế Chiến II.

## Thiết kế và chế tạo
Lớp Edsall có thiết kế hầu như tương tự với lớp Cannon dẫn trước; khác biệt chủ yếu là ở hệ thống động lực Kiểu FMR do được trang bị động cơ diesel Fairbanks-Morse dẫn động qua hộp số giảm tốc đến trục chân vịt. Đây là cấu hình động cơ được áp dụng rộng rãi trên tàu ngầm, được chứng tỏ là có độ tin cậy cao hơn so với lớp Cannon.
Vũ khí trang bị bao gồm ba pháo 3 in (76 mm)/50 cal trên tháp pháo nòng đơn có thể đối hạm hoặc phòng không, một khẩu đội pháo phòng không Bofors 40 mm nòng đôi và tám pháo phòng không Oerlikon 20 mm. Vũ khí chống ngầm bao gồm một dàn súng cối chống tàu ngầm Hedgehog Mk. 10 (có 24 nòng và mang theo 144 quả đạn); hai đường ray Mk. 9 và tám máy phóng K3 Mk. 6 để thả mìn sâu. Con tàu vẫn giữ lại ba ống phóng ngư lôi Mark 15 21 inch (533 mm), và được trang bị radar SC dò tìm không trung và mặt biển. Thủy thủ đoàn đầy đủ bao gồm 186 sĩ quan và thủy thủ.
Fiske được đặt lườn tại xưởng tàu của hãng Consolidated Steel Corporation ở Orange, Texas vào ngày 4 tháng 1, 1943. Nó được hạ thủy vào ngày 14 tháng 3, 1943, được đỡ đầu bởi bà Frances O. D. Chalkley, và nhập biên chế cùng Hải quân Hoa Kỳ vào ngày 25 tháng 8, 1943 dưới quyền chỉ huy của Hạm trưởng, Thiếu tá Hải quân Robert Power Walker.

## Lịch sử hoạt động
Sau khi hoàn tất việc chạy thử máy huấn luyện tại khu vực biển Caribe, Fiske hộ tống một đoàn tàu vận tải đi từ Norfolk, Virginia đến Coco Solo, Panama và quay trở về New York từ ngày 12 đến ngày 25 tháng 11, 1943. Đến ngày 3 tháng 12, nó khởi hành từ Norfolk cho chuyến đầu tiên trong số ba chuyến hộ tống vận tải vượt Đại Tây Dương, xuất phát từ Norfolk hay New York để đi đến Casablanca, Maroc thuộc Pháp. Trong chuyến đi thứ ba vào ngày 20 tháng 4, 1944, đoàn tàu vận tải bị máy bay ném bom-ngư lôi Đức tấn công ở phía Đông Địa Trung Hải, nhưng không máy bay đối phương nào tiếp cận tầm hỏa lực phòng không của con tàu.
Sau khi quay trở về New York vào ngày 21 tháng 5, Fiske gia nhập một đội đặc nhiệm tìm-diệt tàu ngầm, được hình thành chung quanh tàu sân bay hộ tống Wake Island (CVE-65), tại Norfolk vào ngày 10 tháng 6. Đội đặc nhiệm lên đường năm ngày sau đó để tuần tra dọc theo các tuyến hàng vượt Đại Tây Dương, rồi ghé đến Casablanca để nghỉ ngơi và tiếp liệu từ ngày 20 đến ngày 24 tháng 7.
Vào ngày 2 tháng 8, đội đặc nhiệm tung ra một cuộc truy tìm đặc biệt nhắm vào một tàu ngầm U-boat đang trinh sát thời tiết tại khu vực Trung tâm Đại Tây Dương, về phía bắc quần đảo Azores. Fiske và tàu chị em Douglas L. Howard (DE-138) được phái đi xác minh một mục tiêu phát hiện bằng mắt thường, chiếc U-804, đang nổi trên mặt biển. Đối thủ lập tức lặn xuống, và hai chiếc tàu hộ tống khu trục dò được mục tiêu bằng sonar, chuẩn bị áp sát để tấn công. Bất ngờ Fiske trúng phải ngư lôi vào mạn phải phía giữa tàu, rồi bị vỡ làm đôi chỉ sau mười phút, nên phải ra lệnh bỏ tàu; nó đắm tại tọa độ 47°11′B 33°29′T / 47,183°B 33,483°T. Trong số thành viên thủy thủ đoàn của Fiske, 33 người đã tử trận và 50 người bị thương nặng do vụ nổ, nhưng toàn bộ những người sống sót đã được tàu chị em Farquhar (DE-139) vớt lên và đưa về Boston, Massachusetts.

## Phần thưởng
Fiske được tặng thưởng một Ngôi sao Chiến trận do thành tích phục vụ trong Thế Chiến II.
|  |             |  |
|  | Bronze star |  |

| Dãi băng Hoạt động Tác chiến (truy tặng) |                                                                              |                                      |
| Huân chương Chiến dịch Hoa Kỳ            | Huân chương Chiến dịch Châu Âu-Châu Phi-Trung Đông với 1 Ngôi sao Chiến trận | Huân chương Chiến thắng Thế Chiến II |

## Những hình ảnh

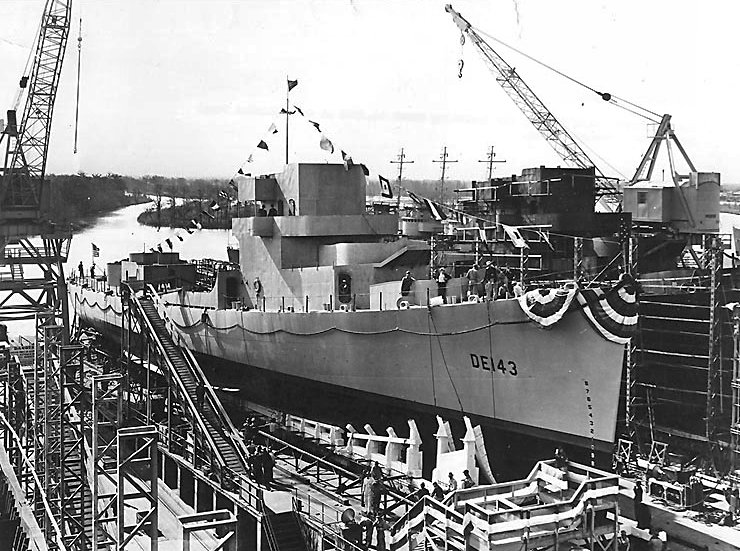
USS Fiske chuẩn bị được hạ thủy tại xưởng tàu Consolidated Steel Corp. tại Orange, Texas; ngày 14 tháng 3, 1943.
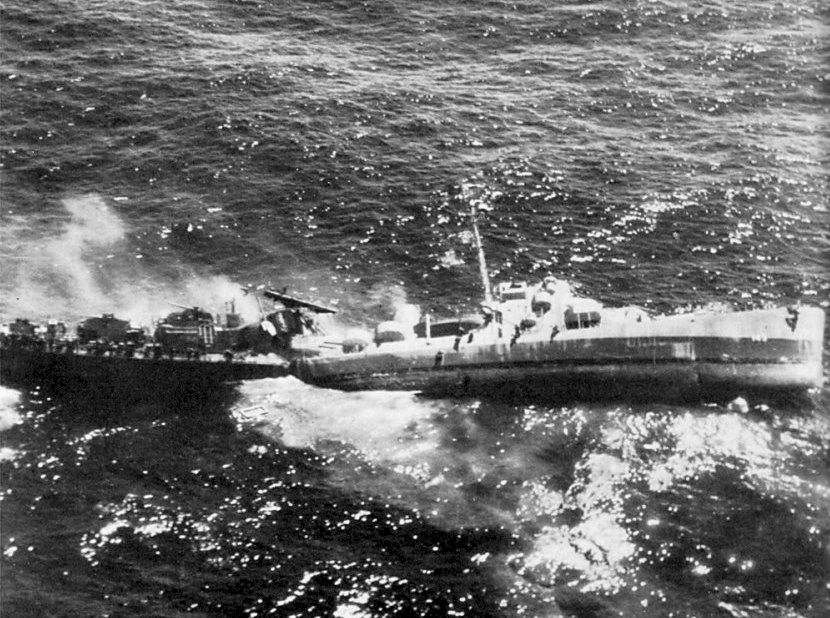
USS Fiske vỡ làm đôi và đang chìm tại Đại Tây Dương sau khi trúng ngư lôi; ngày 2 tháng 8, 1944.
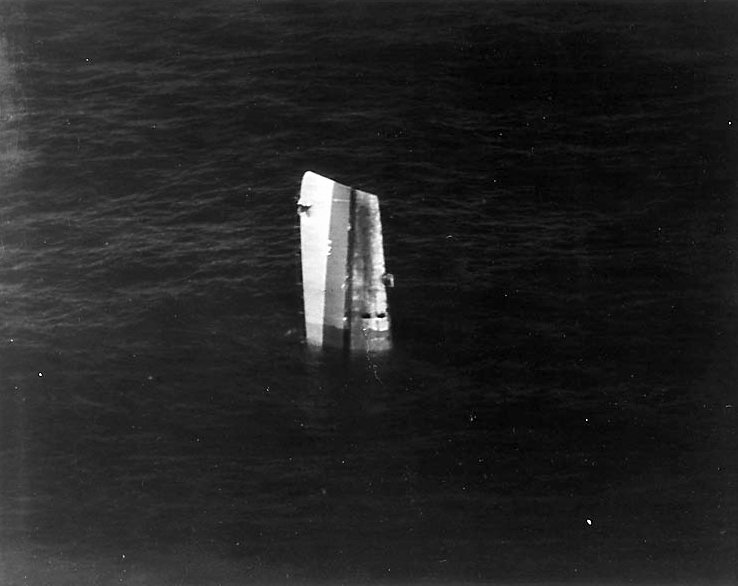
Phần mũi của USS Fiske đang trôi nổi trên biển sau khi bị vỡ làm đôi, sẽ bị đánh đắm bằng hải pháo.